# Odilokapelle (Boswil)

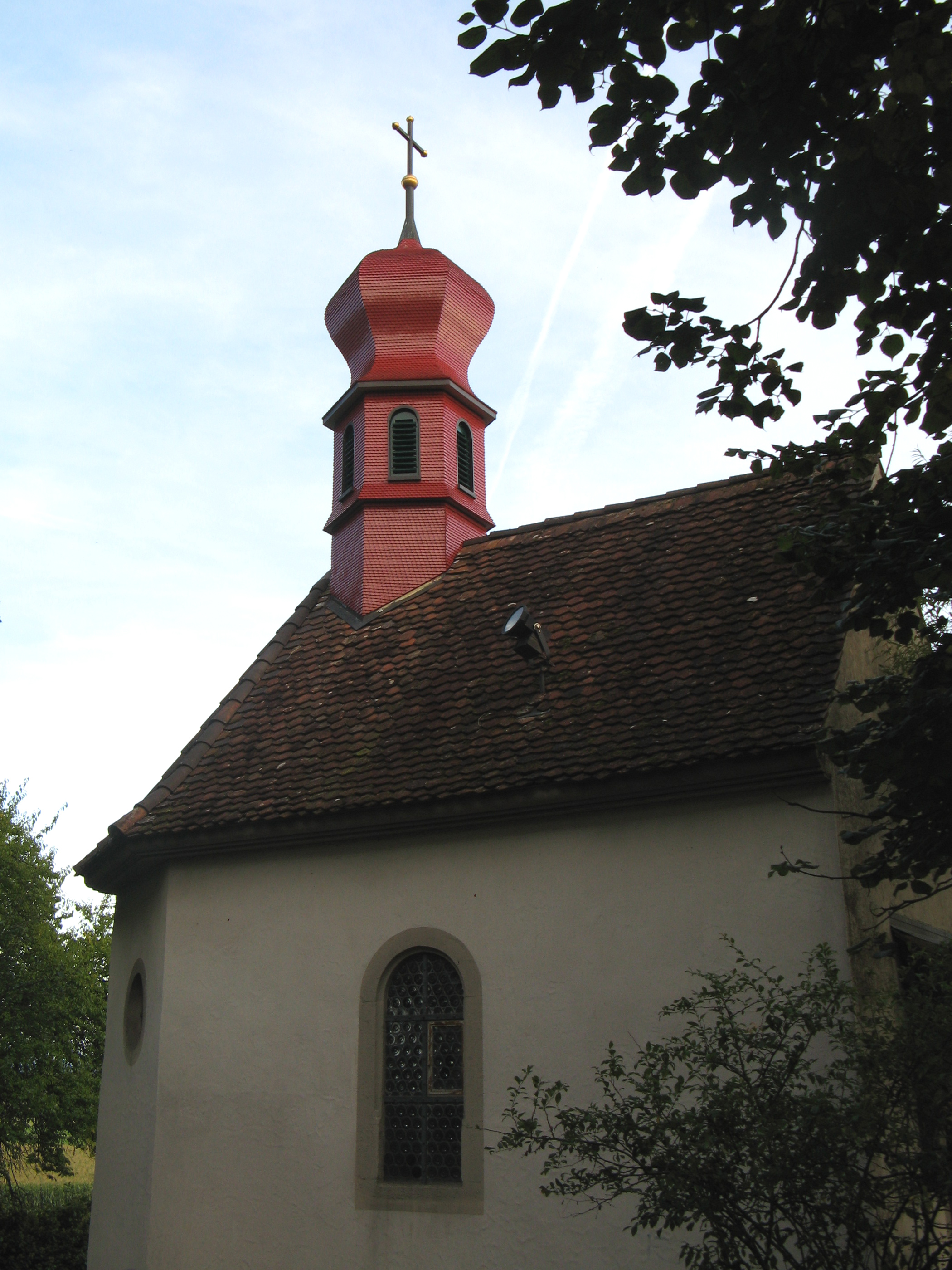
Odilokapelle

Die Odilokapelle ist eine ehemalige römisch-katholische Kapelle in Boswil im Kanton Aargau. Sie befindet sich am östlichen Dorfrand und bildet zusammen mit dem ehemaligen Pfarrhaus und der Alten Kirche eine historische Gebäudegruppe. Einst diente die Kapelle als Beinhaus, heute als Sitzungs- und Seminarraum der Stiftung Künstlerhaus Boswil.
Am 29./30. September 1498 erfolgte gleichzeitig mit der Kirche die Einweihung des Beinhauses, zu Ehren des Heiligen Odilo von Cluny. Um 1700 wurde das Gebäude neu errichtet. 1718 nahm Fürstabt Plazidus Zurlauben die Weihe des Altars vor, 1784/85 erneuerte man das Türmchen. 1913 wurde die Gebäudegruppe an den Kunstmaler Richard Arthur Nüscheler vermietet und 1918 verkauft. Dieser liess ein neues Türmchen erstellen und organisierte von 1933 bis 1940 in der Kapelle; seither ist sie wie die Alte Kirche profaniert.
Das am Südrand des Kirchhügels gelegene Beinhaus ist zweigeschossig. Unten befindet sich die Krypta mit Tonnengewölbe, die von der Chorseite aus zugänglich ist. Vom Westen gelangt man durch ein Spitzbogenportal in den Kapellenraum.